# التاج البريطاني
التاج البريطاني (بالإنجليزية: The Crown)، أي السيادة البريطانية على مناطق من العالَم وتابعة لها اسميًا كـكندا ونيوزيلندا وأستراليا وبابوا غينيا الجديدة، أو فعليًا كـجبل طارق وجزر فيجي وجزر الهند التي انضمّت إلى التاج البريطاني 1857 بعد الثورة التي قام بها السكان وغيرها والتي تسمى أقاليم ما وراء البحار البريطانية..

## المفهوم
تبلور مفهوم التاج في ظل النظام الإقطاعي. فقد منح الحاكم في إنجلترا جميع الحقوق والامتيازات في نهاية المطاف، رغم عدم استخدامه بهذه الطريقة في جميع البلدان التي كان لديها هذا النظام. منح التاج الأرض، على سبيل المثال، للوردات مقابل الخدمات الإقطاعية، وهم بدورهم منحوا الأرض للوردات الأصغر. وكان أحد الاستثناءات لهذا الأمر هو مجتمع سوساج - حيث كان يخضع أصحاب عقود الأراضي المقيدين كسوساج للتاج فقط. عندما تصبح هذه الأراضي غير مملولكة يقال إنها متنازل عنها؛ وتعود إلى الملكية المباشرة للتاج (أراضي التاج). بونا فاكانتيا هو الامتياز الملكي الذي تصبح بموجبه الممتلكات غير المملوكة، والميراث غير المطالب به، ملكًا للتاج.(1)
العاهل هو التجسيد الحي للتاج، وعلى هذا النحو، يعتبر تجسيدًا للدولة. وبالتالي فإن جسد صاحب السيادة يحمل شخصين متميزين في تعايش دائم: كائن بشري مولود طبيعيًا وذاك للولاية كما هو ممنوح له أو لها من خلال القانون ؛ التاج والملك«قابلان للقسمة من الناحية المفاهيمية ولكنهما غير قابلين للتجزئة من الناحية القانونية ... لا يمكن أن يوجد المنصب بدون صاحب المنصب». مصطلحات الدولة، التاج، التاج في حق [الاختصاص القضائي]، صاحبة الجلالة الملكة في حق [الاختصاص القضاية]، وما شابهها كلها مترادفة ويشار أحيانًا إلى الشخصية القانونية للملك ببساطة على أنها اسم السلطة القضائية ذات الصلة. (في البلدان التي تستخدم أنظمة الحكم المستمدة من القانون المدني الروماني، فإن الدولة هي المفهوم المكافئ للتاج. )
يعد الملك أو الملكة صاحب العمل لجميع المسؤولين والموظفين الحكوميين (بما في ذلك نواب الملك، والقضاة، وأفراد القوات المسلحة، وضباط الشرطة، والبرلمانيون)،(2) وصي الأطفال بالتبني ( أجنحة التاج )، بالإضافة إلى مالك جميع أراضي الدولة (أراضي التاج ) والمباني والمعدات ( ممتلكات التاج )،  الشركات المملوكة للدولة (شركات التاج)، وحقوق التأليف والنشر للمنشورات الحكومية ( حقوق النشر التابعة  للتاج الملكي ). كل هذا في موقعه / ها بصفته صاحب سيادة وليس كفرد ؛ يحتفظ التاج بجميع هذه الممتلكات إلى الأبد ولا يمكن بيعها من قبل صاحب السيادة دون المشورة المناسبة وموافقة وزرائه المعنيين.
يمثل التاج أيضًا التجسيد القانوني للحوكمة التنفيذية والتشريعية والقضائية. في حين تُعتبر الشخصية القانونية للتاج عادةً شركة فردية، يمكن، على الأقل لبعض الأغراض، وصفها على أنها مجموعة شركات يرأسها الملك.

## الهوامش
- 1: وصف يوجين فورسي صاحب السيادة بأنه «تجسيد رمزي للشعب - ليس مجموعة معينة أو مصلحة أو حزبًا ، ولكن الشعب ، الشعب كله» ؛;[23] قالت ابنته ، هيلين فورسي ، عن رأيه في التاج: «بالنسبة له ، كان جوهر الملكية هو تمثيلها المحايد للمصالح المشتركة للمواطنين ككل ، في مقابل مصالح أي حكومة معينة».[23] وقالت وزارة التراث الكندي إن التاج بمثابة «رمز شخصي للولاء والوحدة والسلطة لجميع الكنديين».[24][25] مفهوم مشابه لذلك الذي عبر عنه الملك لويس الرابع عشر: «l'État ، c'est moi» ، أو «أنا الدولة».[26] صرح روبرتسون ديفيز في عام 1994: «التاج هو الروح المقدسة لكندا ،»[27] ورئيس أونتاريو السابق للرابطة الملكية الكندية غاري توفولي: «الملكة هي التجسيد القانوني للدولة على الصعيدين الوطني والإقليمي ... إنها صاحبة السيادة وهي دور الملكة المعترف بها من قبل القانون الدستوري لكندا لتجسيد الدولة ».[28]
- كما قال بيتر بويس: «لا يمكن فصل التاج كمفهوم عن شخص الملك ، لكن الإشارة المعيارية إلى التاج تمتد إلى ما هو أبعد من شخص الملكة.»[13]
- 2: وجدت  المحكمة العليا في قضية 1980 «المدعي العام في كيبيك ضد لابريك» أن موظفو الخدمة المدنية في كندا لا يتم التعاقد معهم من خلال فكرة مجردة تسمى «الدولة »، بل يتم توظيفهم من قبل الملك ، الذي« يتمتع بأهلية عامة للتعاقد وفقًا لسيادة القانون العادي ».[29]